# Peugeot 301 (2012)
El Peugeot 301 es un automóvil sedán, del segmento B producido en la planta del grupo PSA (Peugeot-Citroën) en Vigo, Galicia, España. Deriva de la plataforma PF1 del Grupo PSA. Es la misma que emplean los 208, 2008 y C3, entre otros modelos del grupo. De la misma planta española sale el Citroën C-Elysée que es en esencia el mismo coche con estética Citroën. Se anunció al público en mayo de 2012, con su lanzamiento oficial en el Salón del Automóvil de París en septiembre de ese año y ha visto un rediseño a finales de 2016 para asemejarlo al Family Feeling de la marca.
El Peugeot 301 está destinado a mercados emergentes en América del Sur (Latinoamérica), Asia, África y Oriente Medio. Su hermano gemelo, el C-Elysée, sí se comercializa en Europa.

## Nomenclatura
El nombre «301» fue utilizado por primera vez en el Peugeot 301 de 1932, y el nuevo 301 es el primer Peugeot que inicia la estrategia de nomenclatura revisada utilizando x01 y x08 para denotar los nuevos modelos del mercado emergente y los modelos del mercado tradicional.

## Especificaciones
El 301 es un automóvil totalmente nuevo, fabricado específicamente para países en vías de desarrollo para lo cual su esquema de tren delantero fue adaptado para circular por carreteras tanto en buen, como en mal estado. La robustez estructural y la calidad de concepción del 301 han sido el centro de la preocupación de los ingenieros de la marca a fin de adaptarlo de la mejor manera para su entorno específico, como por ejemplo ajustando su distancia al suelo (despeje) y el montaje en marcos de puertas y abrientes de una doble junta de estanqueidad (burlete) para limitar la entrada de polvo y mejorar la insonorización. Se hizo énfasis en la habitabilidad permitiendo que 5 adultos puedan viajar cómodos, así como también se adaptó un maletero de 506 dm³, que cumple con creces los requerimientos del segmento. 
Los modelos tienen varias configuraciones de equipamiento según su mercado de destino, entre los que se incluye retrovisores eléctricos, elevalunas delanteros eléctricos y traseros, central multimedia táctil de 7´´ con conectividad triple play Mirror Screen (MirrorLink, Android Auto y Apple Carplay), sistema de navegación y cámara de retroceso. Posee de serie caja de cambios manual de 5 marchas y automática EAT6 de seis marchas en opción. Motorizaciones 1.2 de 3 cilindros, 1.6 de 4 cilindros (gasolina) y 1.6 HDI (diésel), llantas con ruedas de aluminio de 17" y 19" según el modelo y equipamiento.

### Medidas
El 301 mide 4.440 milímetros de largo, 1748 milímetros de ancho y 1446 milímetros de alto. Su distancia entre ejes es de 2650 milímetros.

### Seguridad
En el equipamiento básico se incluye cuatro airbags, un sistema antibloqueo ABS con distribución electrónica de la frenada (EBD), control electrónico de estabilidad (ESP), sistema de ayuda a la frenada de emergencia y anclajes para sillas infantiles bajo norma Isofix

### Euro Ncap
En junio de 2014 el Peugeot 301 fue objeto de pruebas de choque por el organismo Euro Ncap, obteniendo los siguientes resultados:
| Prueba                     | Puntuación |
| -------------------------- | ---------- |
| Adultos                    | 71%        |
| Niños                      | 75%        |
| Peatón                     | 54%        |
| Asistencias a la seguridad | 33%        |

### Motorizaciones
|              | Motorizaciones                                    | Potencia | Caja de cambios                                                   |
| ------------ | ------------------------------------------------- | -------- | ----------------------------------------------------------------- |
| 1.2 VTi      | 1.2 l VTi gasolina (también usado en el 208)      | 72 CV    | Caja de cambios manual o manual automatizada de cinco velocidades |
| 1.2 PureTech | 1.2 l PureTech gasolina (también usado en el 208) | 82 CV    | Caja de cambios manual o manual automatizada de cinco velocidades |
| 1.6 VTi      | 1.6 l VTi de gasolina                             | 115 CV   | Caja de cambios manual, Caja de Cambio Pilotada y Automática      |
| 1.6 HDi      | 1.6 HDi diésel                                    | 92 CV    | Caja de cambios manual                                            |

## Rediseño 2016
Con objeto de darle un renovado aspecto y seguir las líneas de la marca, el 301 (en conjunto con el C-Elysée) recibió un rediseño ligero tanto en el frontal como en el sector posterior.

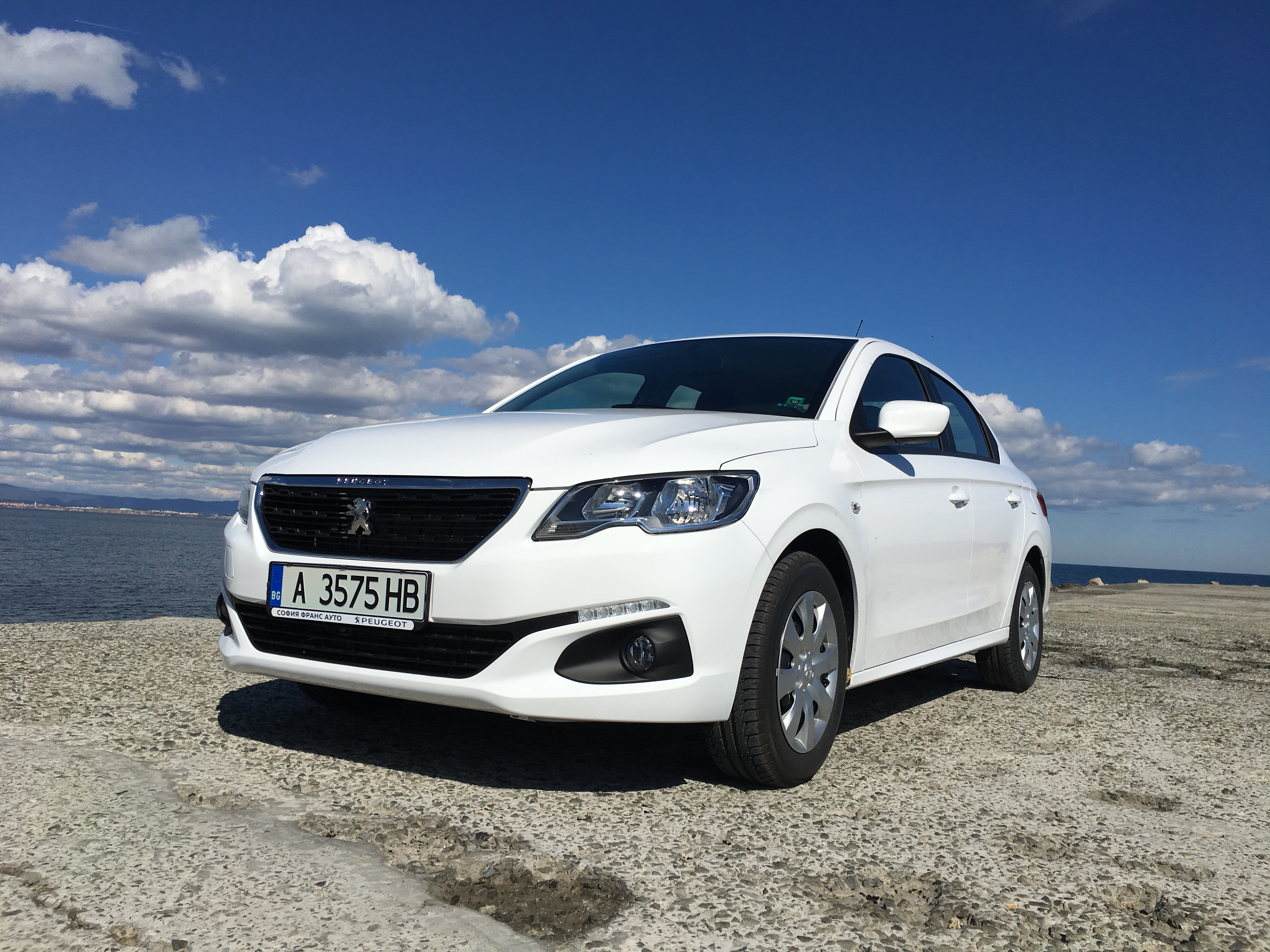
Peugeot 301 rediseñado

## Citroën C-Elysée
Producido en la misma fábrica del 301 es un modelo casi idéntico al 301 salvo por los detalles estéticos que lo posicionan como Citroën. 
El Citroën C-Elysée fue presentado también en el Salón del Automóvil de París en 2012. El fin de este modelo es para exportarlo a países como Turquía, Rumanía, Grecia y República Checa. A partir de 2014 
es producido en China, como un sucesor del Citroën Elysée producido por Dongfeng Peugeot-Citroën Automobile.

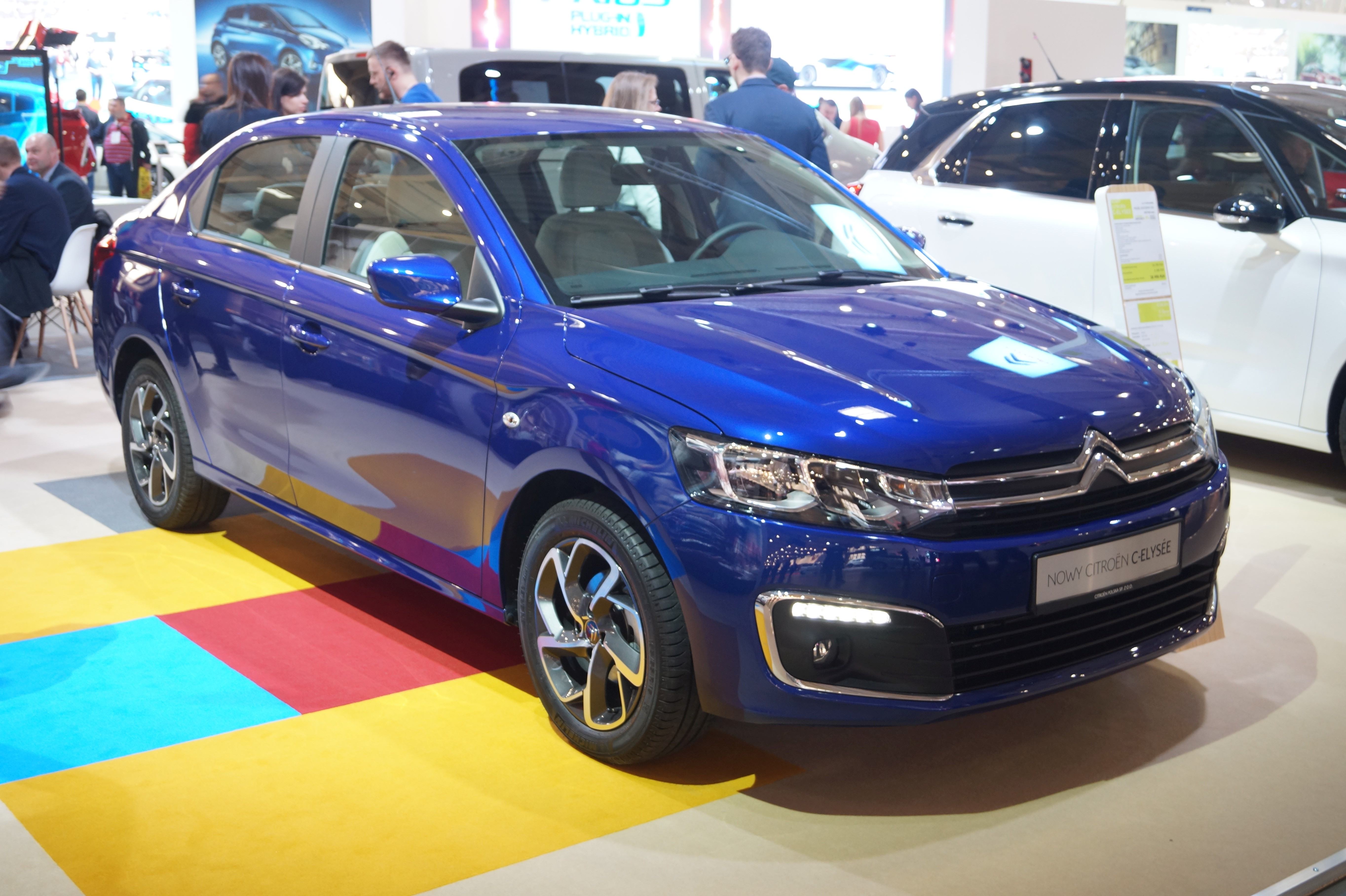
Citroën C-Elysée 2017